# Resolução 82 do Conselho de Segurança das Nações Unidas
A Resolução 82 do Conselho de Segurança das Nações Unidas foi uma medida aprovada pelo Conselho de Segurança das Nações Unidas em 25 de junho de 1950. A resolução exigia que a Coreia do Norte retirasse imediatamente as suas forças armadas da fronteira com a Coreia do Sul e cessasse as hostilidades contra esta. A medida foi aprovada em uma votação que teve nove votos a favor, nenhum contra e uma abstenção, e representou um catalisador para o início da Guerra da Coreia.
A península da Coreia estava dividida ao longo do paralelo 38 N entre forças de ocupação soviéticas ao norte e norte-americanas ao sul desde o fim da Segunda Guerra Mundial. As duas superpotências procuraram sustentar regimes alinhados aos seus governos em cada um dos lados da fronteira e, com o início da Guerra Fria, as tensões aumentaram entre as duas Coreias. Estas culminam com a invasão do Sul pelo Norte em 25 de junho de 1950. A recém-formada Organização das Nações Unidas apoiou a Coreia do Sul e considerou-a o único governo legal.
Vista como uma vitória diplomática para os Estados Unidos, a resolução foi completamente ignorada pela Coreia do Norte. Isso impeliu as Nações Unidas e os Estados Unidos a tomarem outras medidas, que contaram com um enorme envolvimento internacional e levaram à deflagração da Guerra da Coreia, que só terminaria em 1953.

## Antecedentes

### Divisão da Coreia
No final da Segunda Guerra Mundial, a península da Coreia, que até aquele momento havia sido ocupada pelo Império do Japão, é dividida ao longo do paralelo 38 N: o norte é ocupado pelos soviéticos e o sul, pelos norte-americanos. Ao norte a União Soviética estabelece a República Democrática Popular da Coreia, um regime de orientação socialista sob o governo de Kim Il-sung. Já ao sul, os Estados Unidos estabelecem a República da Coreia, sob o governo do líder anti-comunista e autocrático Syngman Rhee. Enquanto as tensões aumentam entre as duas novas superpotências, ambos os governos da Coreia reivindicam a soberania sobre o restante da península.
No fim de 1947, a Resolução 112 da Assembleia Geral da Organização das Nações Unidas (ONU) cria uma comissão temporária para monitorar as eleições livres a serem realizadas na Coreia, porém ela é impedida de entrar na Coreia do Norte. A ONU tenciona reunificar a península coreana sob um único governo. Após observar as eleições realizadas na Coreia do Sul, as Nações Unidas declaram em 12 de dezembro de 1948, por meio da Resolução 195, que o país será reestabelecido sob um único governo o mais rapidamente possível e que as tropas estrangeiras deverão se retirar.
Com o transcorrer do tempo, o governo norte-coreano torna-se cada vez mais agressivo, e os pequenos conflitos entre as tropas do Norte e do Sul tornaram-se comuns. Observadores militares das Nações Unidas são designados para acompanhar a situação e evitar a escalada da violência. Por meio da Resolução 293 da Assembleia Geral das Nações Unidas, aprovada em 21 de outubro de 1949, a ONU reconhece apena o governo da República da Coreia como legítimo. A Coreia do Norte, por sua vez, emite respostas inflamadas às Nações Unidas, negando a legalidade das atividades da organização na península e afirmando que irá expulsá-la do país.

### Eclosão da guerra
Na noite de 25 de junho de 1950, dez divisões do Exército Popular da Coreia lançaram uma invasão em larga escala a Coreia do Sul. A força de 89 000 homens, que se deslocavam em seis colunas, surpreendeu o Exército da República da Coreia, que foi derrotado. O exército sul-coreano, numericamente menor, sofreu com a falta generalizada de material e com o despreparo para a guerra. As tropas norte-coreanas venceram a resistência isolada de 38 000 soldados sul-coreanos na fronteira e começaram a se deslocar rapidamente para o sul. A maior parte das forças sul-coreanas recuou diante da invasão. Os norte-coreanos chegaram sem maiores problemas à capital sul-coreana Seul em poucas horas, forçando o governo e o exército despedaçado a recuarem ainda mais ao sul.
Notícias da invasão rapidamente se espalharam ao redor do mundo através de embaixadores e correspondentes na Coreia. Jornalistas dos Estados Unidos relataram a invasão já nas primeiras cinco horas após o ataque inicial, e o embaixador dos Estados Unidos na Coreia, John J. Muccio, enviou um telegrama ao Departamento de Estado americano às 21:26 de 24 de junho no horário de Washigton (10:26 do dia 25 no horário coreano). À medida que o combate se tornou mais intenso, o Secretário de Estado dos Estados Unidos Dean Acheson informou ao presidente Harry Truman (que tinha ido descansar em sua casa em Independence, Missouri para o fim de semana), e o Secretário-Geral das Nações Unidas Trygve Lie da situação. O ataque foi particularmente preocupante para Truman, que comparou-o ao ataque japonês a Pearl Harbor, e Lie, que se lembrou da invasão da Noruega, durante a Segunda Guerra Mundial. Temendo que o ataque estimulasse uma Terceira Guerra Mundial, Truman resolveu agir o mais rapidamente possível para evitar uma escalada maior do conflito. Muccio se reuniu com Rhee, que lhe informou que o exército sul-coreano iria ficar sem munição dentro de dez dias, e não seria capaz de conter a invasão por conta própria. Ele pediu às Nações Unidas e aos Estados Unidos para ajudar a Coreia do Sul no conflito.
Lie convocou o Conselho de Segurança das Nações Unidas para a sua reunião 473, às 14:00 de 25 de junho em Nova Iorque. Ele começou a reunião com um relatório detalhado da Comissão das Nações Unidas sobre a Coreia, explicou a situação para os representantes, e insistiu de que as Nações Unidas tomem medidas para restaurar a paz na Coreia. De acordo com a Comissão das Nações Unidas sobre a Coreia, a situação foi assumida como caráter de uma guerra em grande escala. Então, diplomata dos Estados Unidos Ernest A. Gross deu um relatório ao Muccio sobre a situação.
Os Estados Unidos apresentaram uma resolução afirmando que a invasão pela Coreia do Norte foi uma violação da paz, em violação ao Capítulo VII da Carta das Nações Unidas. Gross pediu que o embaixador da Coreia do Sul para as Nações Unidas, Chang Myon, estar presente na reunião, que foi concedida. O representante da Iugoslávia pediu que um diplomata norte-coreano estar presente também, mas este pedido não foi concedido. A Coreia do Norte não era um membro das Nações Unidas e não tinha representação na organização. Myon leu uma declaração preparada chamando a invasão de um crime contra a humanidade, e disse que, como as Nações Unidas haviam desempenhado um papel importante na fundação da Coreia do Sul, que era a sua responsabilidade ajudar a defendê-lo da agressão. O Conselho de Segurança das Nações Unidas debateu a resolução e fez alterações e revisões da sua redação antes de aprova-lo.

## A resolução
O Conselho de Segurança,
Recordando as conclusões formuladas pela Assembleia Geral em sua resolução 293 (IV) de 21 de outubro de 1949, de que o Governo da República da Coreia é um governo legítimo que exerce efetivamente autoridade e jurisdição sobre a parte da Coreia onde a Comissão Temporária das Nações Unidas para a Coreia pode efetuar observações e realizar consultas e e na qual reside a grande maioria da população da Coreia; e que este governo surgiu como resultado de eleições que foram expressão válida da livre vontade do corpo eleitoral desta parte da Coreia e que foram observadas pela Comissão Temporária; e que dito Governo é o único que, na Coreia, reúne estas condições,
Tendo presente que a Assembleia Geral, em suas resoluções 195 (III) de 12 de dezembro de 1948 e 293 (IV) de 21 de outubro de 1949, tem expressado sua preocupação sobre as consequências que poderiam ter atos prejudiciais para os resultados que tratam de obter as Nações Unidas no empenho de lograr a independência e a unidade completa da Coreia e tem convidado aos Estados Membros a se absterem de tais atos; que também tem expressado o temor que a situação descrita pela Comissão das Nações Unidas para a Coreia em seu informe possa constituir uma ameaça à segurança e ao bem-estar da República da Coreia e do povo da Coreia e possa conduzir à uma luta militar aberta na Coreia,
Advertindo com suma preocupação o ataque armado dirigido contra a República da Coreia por forças vindas da Coreia do Norte,
Decide que este ato constitui em quebra da paz, e
I
Pede a imediata cessação das hostilidades;
Convida as autoridades da Coreia do Norte a retirarem suas forças armadas imediatamente do paralelo 38;
II
Pede à Comissão da Nações Unidas para a Coreia:
a) Comunicar, após madura reflexão e no mais breve prazo possível, suas recomendações sobre a situação;

b) Observar a retirada das forças da Coreia do Norte do paralelo 38 e

c) Manter informado o Conselho de Segurança sobre o cumprimento desta resolução;
III
Convida a todos os Estados Membros a prestarem toda a sua assistência às Nações Unidas para a execução desta resolução e a se absterem de dar ajuda às autoridades da Coreia do Norte.

−Texto da Resolução 82 do Conselho Segurança das Nações Unidas, aprovado em 25 de junho de 1950.
A resolução é aprovada com nove votos, contando com o apoio dos Estados Unidos, Reino Unido, República da China, França, Cuba, Equador, Egito, Noruega e Índia. Ales Babbler, representante da Iugoslávia, se abstém. Já o representante da União Soviética boicota todas as reuniões das Nações Unidas devido divergências processuais no início do ano. O embaixador soviético nas Nações Unidas Yakov Malik recebe pessoalmente instruções de Josef Stalin para não comparecer nas reuniões do Conselho de Segurança. Lie era um forte defensor da resolução, que era encarada por ele como um desafio à autoridade da ONU.

## Consequências
A resolução foi vista como uma vitória política para os Estados Unidos, uma vez que identificou a Coreia do Norte como agressor no conflito. No começo do dia, independente da resolução das Nações Unidas, Truman ordenou o Estado-Maior Conjunto a entrar em contato com o General do Exército dos Estados Unidos Douglas MacArthur, que estava no comando das forças dos Estados Unidos no Extremo Oriente. Ele ordenou que MacArthur preparar os navios para a evacuação de cidadãos norte-americanos da Coreia, e autorizou-o a enviar munições e mantimentos para Pusan para apoiar as forças sul-coreanas na área de Seul-Kimpo. Estes seriam escoltados por unidades militares dos Estados Unidos. Ele instruiu MacArthur a enviar uma equipe de pesquisa no país para avaliar a situação e determinar a forma de ajudar a Coreia do Sul. Truman também ordenou a mobilização da Marinha dos Estados Unidos para a região.
A delegação dos Estados Unidos mais tarde contactou a delegação soviética e enviou uma mensagem solicitando que o Kremlin use a sua influência sobre a Coreia do Norte para obrigá-lo a cumprir a resolução, mas a União Soviética negou o pedido. Com a ineficácia da resolução e uma escalada do conflito, o Conselho de Segurança convocou em 27 de junho para discutir novas ações a serem tomadas, resultando na Resolução 83 do Conselho de Segurança das Nações Unidas, que recomendou a intervenção militar de outros países membros das Nações Unidas para restaurar a paz na Coreia. Em poucos dias, os navios e aviões de vários países, bem como as primeiras grandes formações de tropas dos Estados Unidos, estavam se movendo para a Coreia do Sul, preparando o cenário para um conflito em grande escala.
Em uma coluna de 2010, Colum Lynch, da revista Foreign Policy criticou a resolução como uma das dez piores resoluções das Nações Unidas na história. Depois que a União Soviética terminou seu boicote do conselho, usou seu poder de veto para bloquear quaisquer novas resoluções contra a Coreia do Norte. Em resposta, Acheson introduziu um novo procedimento para a Assembleia Geral das Nações Unidas para permitir que um Estado-Membro ignorar o Conselho de Segurança das Nações Unidas e buscar a aprovação na Assembleia Geral, incluindo recomendações sobre o uso da força, Resolução 377 da Assembleia Geral das Nações Unidas. Quando isso foi aprovada, a Assembléia Geral em sessões especiais de emergência para enfrentar as ameaças à paz e segurança internacionais para os quais o Conselho de Segurança foi incapaz de aprovar uma resolução. Lynch escreveu que a criação desta regra causou consequências negativas não intencionais para os Estados Unidos em 1997, quando vários estados árabes começaram a décima sessão de emergência especial da Assembleia Geral das Nações Unidas para resolver o conflito israelense-palestino e a ocupação da Cisjordânia de Israel e a Faixa de Gaza. Esta sessão, convocada como uma maneira de contornar o veto dos Estados Unidos, durou 30 reuniões ao longo dos próximos dez anos, e nunca foi formalmente encerrada.